# Jaegerina solitaria
Jaegerina solitaria är en bladmossart som beskrevs av Georg Friedrich von Jaeger 1877. Jaegerina solitaria ingår i släktet Jaegerina och familjen Pterobryaceae. Inga underarter finns listade i Catalogue of Life.